# Капела породице Пулаи на католичком гробљу у Новом Бечеју
Kапела породице Пулаи на католичком гробљу у Новом Бечеју саграђена је крајем XIX века. То је једнобродна грађевина складних пропорција, конципирана у духу готике са звоником над улазом и полукружном апсидом на супротном крају. Фасаде су украшене нишама и лезенама. Изнад улаза је сцена Распећа, а две плитке нише са крстовима допуњују декорацију прочеља. Kапела је део калварије која се састоји од 14 капелица (стација) у којима су техником барељефа приказане Христове муке. Ово је редак пример очуване калварије каквих је некад било широм Војводине, а припада низу сакралних објеката католичке и протестантске конфесије насталих на овом подручју од половине XIX века до Првог светског рата.

## Галерија
- Предња фасада капеле
- Апсида капеле
- Детаљ капеле
- Капела са калваријом
- Стела у калварији